# Ивановка (Чебулинский район)
Ива́новка — село в Чебулинском районе Кемеровской области. Входит в состав Ивановского сельского поселения.

## География
Центральная часть населённого пункта расположена на высоте 174 м над уровнем моря.

## История
Основана в 1888 году. В 1926 году деревня состояла из 200 хозяйств, основное население — русские. В административном отношении являлась центром Ивановского сельсовета Верх-Чебулинского района Томского округа Сибирского края.

## Население
| 1926 | 2002 | 2010 |
| ---- | ---- | ---- |
| 1245 | ↘195 | ↘153 |